# Seriphidium
Seriphidium är ett släkte av korgblommiga växter. Seriphidium ingår i familjen korgblommiga växter.

## Dottertaxa tillSeriphidium, i alfabetisk ordning[1]
- Seriphidium amoenum
- Seriphidium arenicola
- Seriphidium argilosum
- Seriphidium assurgens
- Seriphidium aucheri
- Seriphidium badghysi
- Seriphidium bicolor
- Seriphidium borotalense
- Seriphidium brevifolium
- Seriphidium chitralense
- Seriphidium cinum
- Seriphidium czukavinae
- Seriphidium diffusum
- Seriphidium dubjanskyanum
- Seriphidium dzevanovskyi
- Seriphidium elongatum
- Seriphidium eremophilum
- Seriphidium fedorovii
- Seriphidium fedtschenkoanum
- Seriphidium ferganense
- Seriphidium finitum
- Seriphidium freitagii
- Seriphidium fulvellum
- Seriphidium ghazniense
- Seriphidium ghoratense
- Seriphidium glaucinum
- Seriphidium gorjaevii
- Seriphidium grenardii
- Seriphidium gurganicum
- Seriphidium heptapotamicum
- Seriphidium issykkulense
- Seriphidium junceum
- Seriphidium kandaharense
- Seriphidium karatavicum
- Seriphidium kasakorum
- Seriphidium kaschgaricum
- Seriphidium kermanense
- Seriphidium khorassanicum
- Seriphidium kopetdaghense
- Seriphidium korovinii
- Seriphidium korshinskyi
- Seriphidium kurramense
- Seriphidium lehmannianum
- Seriphidium lercheanum
- Seriphidium leucotrichum
- Seriphidium mendozanum
- Seriphidium minchunense
- Seriphidium mogoltavicum
- Seriphidium mongolorum
- Seriphidium mucronulatum
- Seriphidium nigricans
- Seriphidium oliverianum
- Seriphidium polysthichum
- Seriphidium quettense
- Seriphidium rhodanthum
- Seriphidium santolinum
- Seriphidium sawanense
- Seriphidium schrenkianum
- Seriphidium scopiforme
- Seriphidium semiaridum
- Seriphidium skorniakovii
- Seriphidium subchrysolepis
- Seriphidium sublessingianum
- Seriphidium subsalsum
- Seriphidium tecti-mundi
- Seriphidium tenuisectum
- Seriphidium terrae-albae
- Seriphidium thomsonianum
- Seriphidium tianschanicum
- Seriphidium transiliense
- Seriphidium turcomanicum
- Seriphidium vaseyana
- Seriphidium vermiculatum